# Wahlenbergia subaphylla
Wahlenbergia subaphylla är en klockväxtart som först beskrevs av John Gilbert Baker, och fick sitt nu gällande namn av Mats Thulin. Wahlenbergia subaphylla ingår i släktet Wahlenbergia och familjen klockväxter.

## Underarter
Arten delas in i följande underarter:
- W. s. scoparia
- W. s. subaphylla
- W. s. thesioides